# Мельниково (Луганская область)
Ме́льниково (укр. Мельникове) — посёлок, относится к Антрацитовскому городскому совету Луганской области Украины. Под контролем самопровозглашённой Луганской Народной Республики.

## География
Соседние населённые пункты: посёлки Курган и Христофоровка на северо-западе, Лесное на севере, Степовое, Колпаково на северо-востоке, Щётово на востоке, город Антрацит на юго-востоке, посёлки Боково-Платово на юге, Краснолучский и город Красный Луч на западе.

## Население
Население по переписи 2001 года составляло 25 человек.

## Общие сведения
Почтовый индекс — 94627. Телефонный код — 6431. Занимает площадь 0,2 км². Код КОАТУУ — 4410345303.

## Местный совет
94625, Луганская обл., Антрацитовский горсовет, пгт. Боково-Платово, ул. Октябрьская, 31.